# Zofia Czerwosz
Zofia Czerwosz (ur. 1919, zm. 2009) – polska artystka plastyk, autorka m.in. licznych plakiet ceramicznych.
Uczyła się w Miejskiej Szkole Sztuk Zdobniczych, a następnie na warszawskiej ASP. W czasie II wojny światowej zaangażowana w działalność Wojskowej Służby Kobiet Armii Krajowej - pełniła m.in. funkcję zastępcy komendantki rejonu praskiego. Wraz z Krystyną Berwińską współtworzyła powstańczy teatr lalkowy Kukiełki pod Barykadą. Po ukończeniu ASP w Krakowie powróciła do rodzinnego domu przy ul. Zakopiańskiej na Saskiej Kępie w Warszawie. Podczas II wojny światowej wraz z matką (Janiną Rendzner) była zaangażowana w ukrywanie Magdaleny Gross.
Podobnie jak jej mąż, Wojciech Czerwosz, należała do stowarzyszenia KERAMOS. Autorka książki dla rodziców pt. Dzieci lubią rysować.